# Apache Commons Lang
Apache Commons Lang（アパッチ・コモンズ・ラング）は、ApacheのトッププロジェクトであるApache Commonsにある、Javaのjava.langパッケージを拡張するライブラリである。

## 使用例

### 例1
Object.equals() を拡張した物。nullが入っていても比較が可能である。
String s1 = null;
String s2 = "abc";
if (ObjectUtils.equals(s1, s2)) {
    System.out.println("equal");
}

### 例2
Java のデフォルトの Object.toString() はメンバ変数の内容まで表示してくれないが、リフレクションを使用して、メンバ変数の内容を表示する形で、Object.toString() を実装する。
public String toString() {
    return ToStringBuilder.reflectionToString(this);
}

### 例3
文字列の配列を受け取って区切り文字で連結して返す。
String[] array = new String[] {
    "Java",
    "Perl",
    "Lisp"
};
String joined = StringUtils.join(array, ":");

// joined は "Java:Perl:Lisp" となる

このような「数行の処理でしかないが、実際書くのは煩わしい。」
「どこかで誰かが書いていて、誰が書いても似たようなコードになる。」
「この前も書いた。今回も書いた。次もきっと書く。」
と言った簡潔・頻出な処理は Commons Lang の得意とするところである。